# Koninkrijk Irak
Het koninkrijk Irak was een koninkrijk dat van 1932 tot en met 1958 bestond. In totaal regeerden gedurende die tijd twee koningen en drie regenten.

## Geschiedenis
Het moderne Irak werd in 1921 gesticht, toen Groot-Brittannië de Assyrische provincie Mosoel samensmolt met het soennitische Bagdad en het sjiitische Basra. (De sjiieten en soennieten vertegenwoordigen twee verschillende stromingen binnen de islam). Faisal, zoon van de Hasjemitische sjarief Hoessein ibn Ali van Mekka, werd in augustus 1920 tot koning uitgeroepen van het Brits Mandaat Mesopotamië. De Britten maakten er in 1932 een onafhankelijk koninkrijk van. Zijn kleinzoon Faisal II werd op 14 juli 1958 om het leven gebracht bij een staatsgreep die van Irak een republiek maakte.
In totaal regeerden twee koningen in Irak:
- Ghazi (1933-1939)
- Faisal II (1939-1958)

Toen Faisal II koning werd, was hij nog te jong om te regeren. Daarom regeerden deze regenten totdat hij 18 werd:
- Abdul Ilahi bin Ali (1939-1941)
- Sharaf ibn Rajih al-Fawwaz (1941)
- Abdul Ilahi bin Ali (1941-1953)

Er bestaat in Irak een monarchistische partij, de Iraakse Constitutionele Monarchie, die ernaar streeft van Irak weer een koninkrijk te maken. De door hen beoogde koning en tevens de leider van deze partij is Sharif Ali bin al-Hussein, een neef van de in 1958 vermoorde koning Faisal II.